# Tsepo Masilela
Peter Tsepo Masilela (Witbank, 5 mei 1985) is een Zuid-Afrikaans voormalig voetballer die doorgaans speelde als linksback. Tussen 2003 en 2022 was hij actief voor Hellenic FC, Thanda Royal Zulu, Maccabi Haifa, Getafe, Kaizer Chiefs en AmaZulu. Masilela maakte in 2006 zijn debuut in het Zuid-Afrikaans voetbalelftal en kwam uiteindelijk tot eenenvijftig interlandoptredens.

## Clubcarrière
Masilela kwam erg snel op in Zuid-Afrika. De verdediger had pas één seizoen op het hoogste niveau gespeeld toen hij de overstap maakte naar Maccabi Haifa, terwijl hij ook al een vaste plaats had in het nationale elftal. Bij Maccabi speelde hij veel en won hij ook het landskampioenschap. In juni 2011 verlengde hij zijn contract met twee jaar, maar werd wel direct verhuurd aan het Spaanse Getafe. Na zijn terugkeer in Israël besloot Masilela terug te keren naar zijn vaderland, waar hij ging spelen voor de Kaizer Chiefs. In het seizoen 2012/13 won hij met die club zowel de competitie als het bekertoernooi. Na zes seizoenen bij Kaizer Chiefs liet Masilela die club achter zich. In november 2019 vond hij in AmaZulu een nieuwe werkgever. Aan het einde van het seizoen 2021/22 besloot Masilela op zevendertigjarige leeftijd een punt te zetten achter zijn actieve loopbaan.

## Interlandcarrière
Op 30 januari 2006 debuteerde Masilela in het Zuid-Afrikaans voetbalelftal, toen er met 1–0 werd verloren van Zambia. De verdediger speelde het gehele duel mee. Tevens werd hij opgenomen in de selecties voor het Afrikaans kampioenschap voetbal 2006 en 2008, de FIFA Confederations Cup 2009 en het wereldkampioenschap voetbal 2010. Het laatstgenoemde toernooi vond plaats in eigen land; Masilela speelde mee in alle drie de groepswedstrijden, waaronder de openingswedstrijd van het WK op 11 juni tegen Mexico (1–1). Op 11 oktober 2013 kwam Masilela in een oefeninterland tegen Marokko (1–1) voor het laatst in actie in het nationaal elftal.